# 마카오 여자 축구 국가대표팀
마카오 여자 축구 국가대표팀은 마카오를 대표하는 여자 축구 대표팀으로 마카오 축구 협회에서 관리한다. 2014년 7월 22일 괌과의 2015년 EAFF 여자 동아시안컵 1라운드에서 첫 국제 경기를 치러 이 경기에서 0 - 11로 대패하였고 현재까지도 남자대표팀과 마찬가지로 아시아 여자 축구 최약체로 평가되는 팀들 중 하나이며 FIFA 여자 월드컵, AFC 여자 아시안컵, 하계 올림픽, 아시안 게임 본선 기록 또한 전무하다.

## 국제 대회 경력

### EAFF E-1 풋볼 챔피언십
2014년 출범한 이래 3번의 동아시안컵에 출전했으나 현재까지 1라운드를 통과한 적은 없으며 단 1골도 득점하지 못하고 있다. 그나마 2017년 대회에서 북마리아나 제도를 상대로 무승부를 기록하며 국제 대회 첫 승점을 따냈고 2019년 대회에서는 북마리아나 제도와 몽골을 상대로 비기면서 2대회 연속 승점 획득에 성공했다.

## 성적

### FIFA 여자 월드컵
- 2019년 ~ 2023년: 불참

### AFC 여자 아시안컵
- 2018년 ~ 2022년: 불참

### EAFF E-1 풋볼 챔피언십
- 2015년: 예선 탈락
- 2017년: 예선 탈락
- 2019년: 예선 탈락

## 같이 보기
- 마카오 축구 국가대표팀